# Bielany-Wąsy
Bielany-Wąsy – wieś w Polsce położona w województwie mazowieckim, w powiecie sokołowskim, w gminie Bielany. Ma status sołectwa. Leży nad Starą Rzeką.
| SIMC    | Nazwa          | Rodzaj    |
| ------- | -------------- | --------- |
| 0668241 | Bielany-Borysy | część wsi |

Zaścianki szlacheckie Borysy i Wąsy należące do okolicy zaściankowej Bielony, położone były w drugiej połowie XVII wieku w ziemi drohickiej województwa podlaskiego. W latach 1975–1998 miejscowość administracyjnie należała do województwa siedleckiego.
Obecnie częścią wsi jest dawniej oddzielna wieś Bielany-Borysy. Borysy znajdują się na bocznej drodze, od remizy strażackiej w kierunku południowym.
Wierni kościoła rzymskokatolickiego należą do parafii Trójcy Przenajświętszej w Rozbitym Kamieniu.